# Wallis-Nunatakker
Die Wallis-Nunatakker sind eine Gruppe aus vier Nunatakkern mit Steilwänden an ihrer Nord- und Ostflanke im ostantarktischen Kempland. Sie ragen 6 km ostnordöstlich des Storegutt auf.
Vermessungen und Luftaufnahmen der Australian National Antarctic Research Expeditions (ANARE) aus den Jahren von 1954 bis 1966 dienten ihrer Kartierung. Das Antarctic Names Committee of Australia benannte sie 1965 nach dem Geologen Graham R. Wallis, der 1965 auf der Nella Dan an einer ANARE-Kampagne teilgenommen hatte.